# Carlos Ferrer Hombravella
Carlos Ferrer Hombravella   (Córdoba, 1 d'agost de 1918 - Barcelona, 14 d'octubre de 1989) fou un futbolista argentí establert a Catalunya de la dècada de 1940.
Va jugar a l'equip de la Penya Saprissa, filial del RCD Espanyol. La temporada 1939-40 jugà al primer equip de l'Espanyol, però només hi disputà un partit de lliga, un partit davant l'Atlético Aviación (derrota per 2-0) en el que tots els defenses, Pérez, Olivares, Teruel i Elias, estaven lesionats.